# 馬爾尼菲籃狀菌

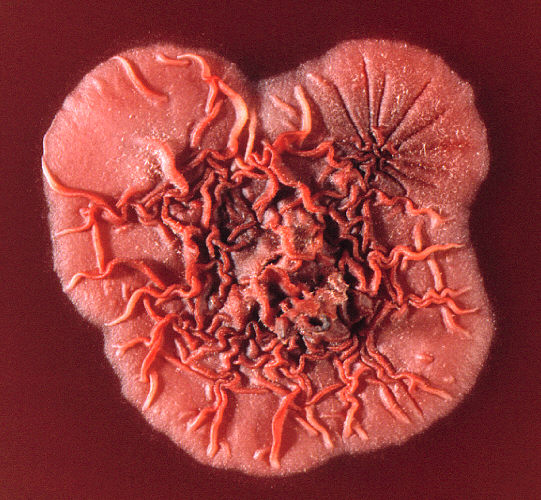
一個馬爾尼菲籃狀菌菌落的表面。圖片：James Gathany, 疾病預防控制中心(CDC)

马尔尼菲籃狀菌（Talaromyces marneffei；舊稱：Penicillium marneffei）是籃狀菌屬中的一種。虽然大部分的籃狀菌都不会引发人类的健康问题，但是马尔尼菲籃狀菌却是致病的。
在30℃时马尔尼菲籃狀菌呈现为菌丝型態，而在37℃时则为酵母型態。前者在培养基中可形成红色素，后者没有。只有酵母型態才有致病性。此外，马尔尼菲籃狀菌在两者之间转换的时间长短不一，从酵母型態变为菌丝型態较容易，只需要1～2天即长出帚状枝并产生红色色素；而后者转变为前者需要3个星期以上，会经过一个短棒状或畸形的过渡期，所以无法在早期就判断是单型態籃狀菌。
此菌在自然界中广泛存在，其中广西银杏竹鼠的带菌率高达96%。

## 马尔尼菲籃狀菌感染症
一种多发于东南亚的籃狀菌感染症。传染途径尚不清楚。主要病理是马尔尼菲籃狀菌侵犯单核吞噬细胞系统，即肺、肝、肠淋巴组织、淋巴结、脾、骨髓、肾和扁桃体等，其中以肺及肝最为严重；极少侵犯中枢神经系统及肾上腺等内分泌腺。
主要临床表现为发热，体温可高达40℃，浅表淋巴结及肝脾肿大，可有脓肿形成及溶骨性损害。
健康人有可能染上马尔尼菲籃狀菌病，但是免疫力低下的人更容易遭到侵犯。特别是近年来随着艾滋病感染人数的增加，马尔尼菲籃狀菌病的患者也随之增多。

## 延伸閲讀
- Vanittanakom N, Cooper CR, Fisher MC, Sirisanthana T. . Clinical Microbiology Reviews. January 2006, 19 (1): 95–110. PMC 1360277 . PMID 16418525. doi:10.1128/CMR.19.1.95-110.2006.

## 外部連結
- 微生物免疫學-Penicillium marneffei(馬拉福青黴菌)